# ワシントンメトロレッドライン

ワシントンメトロ路線図。U字型をした赤線がレッドライン

レッドライン（Red Line）は、アメリカ合衆国ワシントンD.C.のワシントンメトロの地下鉄路線。メリーランド州モンゴメリー郡シェイディ・グローブ駅からワシントンD.C.を経由しモンゴメリー郡グレンモント駅までを結ぶ。レッドラインはワシントンメトロの路線の中で最も古く、最も忙しい路線であり、唯一他路線との直通運転を行っていない路線である。

## 沿線概況

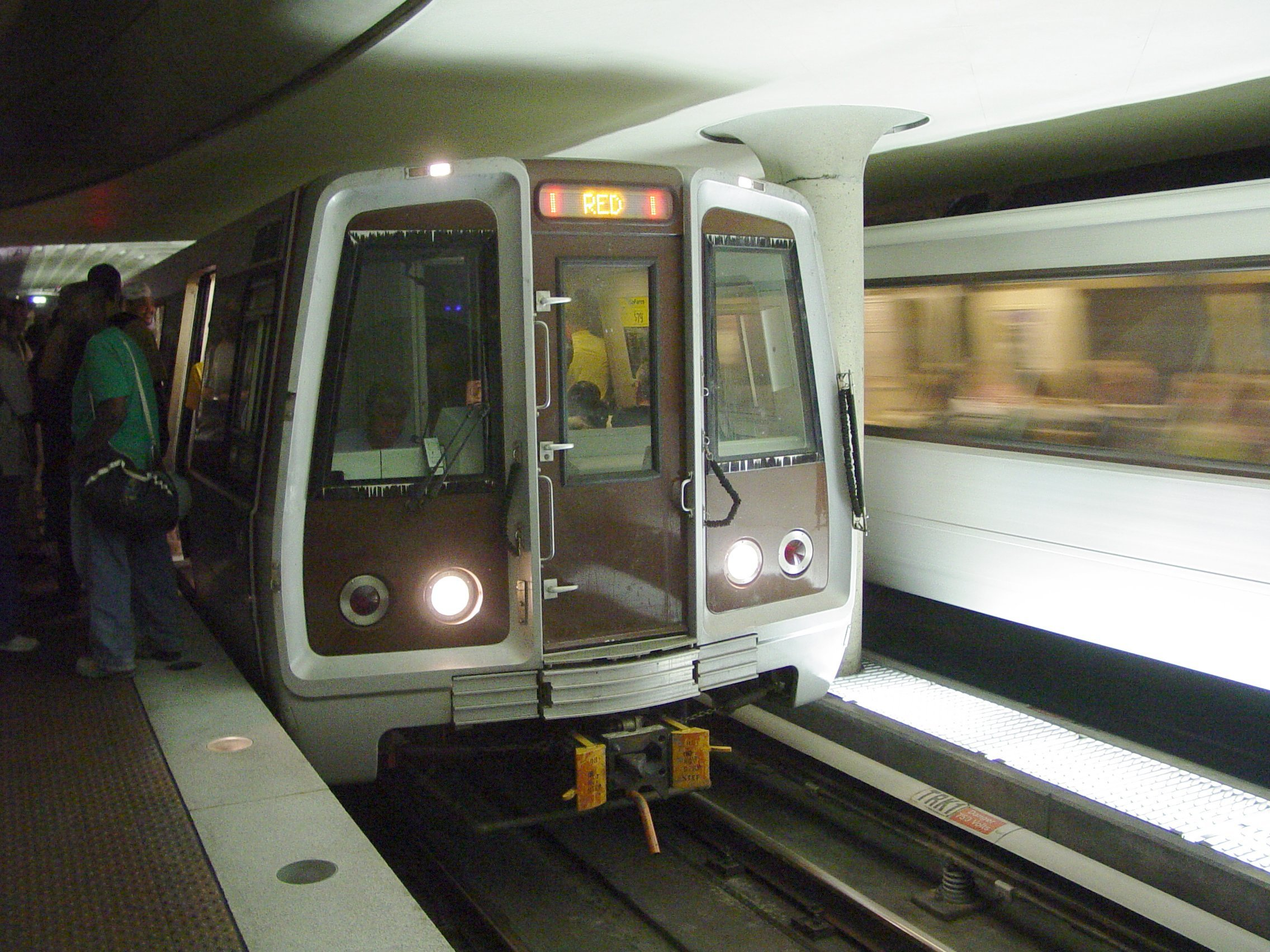
メトロ・センター駅に停車中の列車

レッドラインは地上駅のシェイディ・グローブ駅から始まり、CSXトランスポーテーションメトロポリタン・サブディビジョン（MARCブランズウィック線の列車が運行）と並走しながらツインブルック駅へと向かう。ツインブルック駅を出るとトンネルに入るがすぐに掘割区間に入りホワイト・フリント駅に到着する。その後も掘割区間を進みグロブナー-ストラスモア駅を通過し州間高速道路495号線を跨ぐとまたトンネルに入りメディカル・センター駅に到着する。ベセスダ駅 - フレンドシップ・ハイツ駅間でメリーランド州からワシントンD.C.へ入るとテンリータウン-AU駅でトンネルは東へ曲がりヴァン・ネス-UDC駅へ至る。ヴァン・ネス-UDC駅を出るとトンネルは南に曲がりクリーブランド・パーク駅、ウッドリー・パーク駅を通過するとオレンジライン・ブルーライン・シルバーラインとの乗換駅であるファラガット・ノース駅に入る。ファラガット・ノース駅を出るとオレンジラインへの連絡線が分岐し、同3路線との乗換駅のメトロ・センター駅、イエローライン・グリーンラインとの乗換駅であるギャラリー・プレイス駅に到着する:178。
ギャラリー・プレイス駅からジュディシャリー・スクエア駅へ向けて南東に進み、Dストリートで再び東に曲がってユニオン駅に到着する。そこから北に曲がり地上へ出ると2004年11月20日に開業したノマ-ギャローデットU駅に入る。アメリカ国道50号線をアンダーパスしブレントウッド車両基地を越えメトロポリタン・サブディビジョンをオーバーパスするとロード・アイランド・アベニュー-ブレントウッド駅に到着する。駅を出るとメトロポリタン・サブディビジョンがレッドラインを挟むように並走し始めブルックランド-CUA駅に入る。ブルックランド-CUA駅を出るとグリーンラインへの連絡線が分岐し、グリーンライン・イエローラインとの乗換駅であるフォート・トッテン駅に入る。ワシントンD.C.内最後の駅であるタコマ駅を通過しメリーランド州に入ると、ここまで並走してきたメトロポリタン・サブディビジョンとの乗換駅であるシルバー・スプリング駅に到着する。シルバー・スプリング駅を発車するとメトロポリタン・サブディビジョンと別れトンネルに入る。先程はオーバーパスした州間高速道路495号線をアンダーパスしジョージア・アベニューの下を北に進み、フォレスト・グレン駅、ウィートン駅を通過して終点のグレンモント駅に到着する:188。駅の先には車両基地が存在する。
内部的にはレッドラインはメトロ・センター駅を境にシェイディ・グローブ駅側がシェイディ・グローブ・ルート (A)、グレンモント駅側がグレンモント・ルート (B) と呼ばれている。
レッドラインは最大容量で運転するために44編成の列車（8両10編成と6両34編成、総車両数284両）を必要としている。列車は朝・夕ラッシュには4分間隔、昼間時間帯は6分間隔、21時30分以降は15分間隔で運行されている。
レッドラインはグリーンラインと共にバージニア州に入らない路線となっている。

## 歴史
ワシントンD.C.におけるメトロの建設計画は、1980年代の需要を満たすのに十分な高速道路及び大量輸送システムの建設を見据えた1955年の大量輸送調査から始まった。1959年に発表されたこの調査の最終報告書にはワシントンのダウンタウンに2つの高速輸送システムを建設すべきであると書かれている。都市圏輸送機関による1962年の「都市圏における輸送報告書」では現在のレッドラインの大部分のルートが計画されており、ロックビル駅 - ベセスダ駅間においては現在の直行ルートではなくボルチモア・アンド・オハイオ鉄道の線路に沿うルートとなっていた。このルートはワシントン都市圏交通局が設立されるまで高速輸送計画において計画し続けられていた。
1966年10月、ワシントン都市圏交通局が設立された。これにより地下鉄計画は連邦政府の手を離れ、メリーランド州、バージニア州、ワシントンD.C.などの地元団体が主導することとなった。このため、今まで足枷となっていた連邦議会による計画ルートの承認を気にする必要がなくなった。
1969年までにワシントン都市圏交通局は現在のロックビル駅 - シェイディ・グローブ駅間を除く全ての区間におけるルート及び駅を決定した。しかしモンゴメリー郡当局が地域の混雑を引き起こすこと、ロックビル駅周辺に車両基地を作るための用地が不足していることなどを理由にロックビル駅止まりにすることに反対した。これを受けワシントン都市圏交通局は1975年7月26日にレッドラインをシェイディ・グローブ駅を延伸する計画を承認した。1969年12月9日、ジュディシャリー・スクエア駅で起工式が行われレッドラインの建設が開始された。建設にあたってはポトマック川の支流であるロック・クリークを高架橋で通過予定であったが、アメリカ合衆国国立公園局がロック・クリーク付近の高架での通過を禁止しトンネルでの通過を余儀なくされ建設が困難になった。この影響で同区間に高架駅として開業予定であったデュポン・サークル駅及びウッドリー・パーク駅が地下駅として建設されることとなった。また、レッドラインはコネティカット・アベニューからウィスコンシン・アベニューまでの区間でユマ・ストリートの地下を通過することとなっていたが、地元住民がこれに反発して交通局を訴えた。最終的に裁判は交通局側の勝利で決着しユマ・ストリート地下にトンネルを建設する権利を得たが、裁判により2年もの間建設が中断されてしまった。
1976年3月27日、レッドラインの最初の開業区間であるファラガット・ノース駅 - ロード・アイランド・アベニュー駅間が開業した。同区間の途中駅として同時開業予定であったギャラリー・プレイス駅はバリアフリー構造の欠如に関する裁判所からの命令により開業が遅れ、1976年12月15日に開業した。路線の西側は1977年1月17日にデュポン・サークル駅まで1駅、1981年12月5日にヴァン・ネス-UDC駅まで3駅、1984年8月25日にグロブナー-ストラスモア駅まで5駅、1984年12月15日にシェイディ・グローブ駅まで4駅延伸された。東側は1978年2月6日にシルバー・スプリング駅まで4駅、1990年9月22日にウィートン駅まで2駅、1998年7月25日にグレンモント駅まで1駅延伸され全線が開通した。
レッドラインが他路線との直通運転を行っていたのは1997年1月27日から1999年9月17日までで、試験的に運行されていたグリーンライン通勤ショートカット列車がフォート・トッテン駅付近の連絡線を通りブルックランド-CUA駅 - ファラガット・ノース駅間に乗り入れていた。
2004年11月20日、ユニオン駅 - ロード・アイランド・アベニュー-ブレントウッド駅間にノマ-ギャローデットU駅が開業した。

### 2004年ウッドリー・パーク駅列車衝突事故

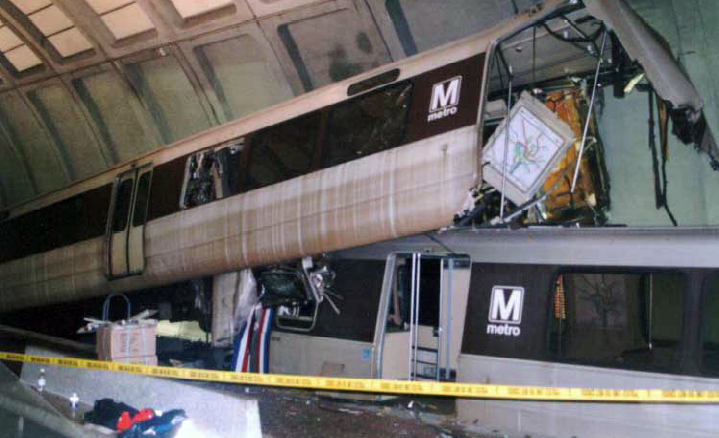
ウッドリー・パーク駅列車衝突事故の事故現場写真

2004年11月3日、レッドラインの回送列車が退行してウッドリー・パーク駅に停車中であった後続の営業列車に衝突、20人が負傷した。14か月の調査の結果、回送列車の運転士の注意不足が事故の原因であると判断された。安全当局は衝突した営業列車が満員であった場合、少なくとも79人が死亡していたと推定した。これにより回送列車の運転士は解雇され、ワシントンメトロの職員は300両以上の車両に退行防止機能を追加することに同意した。

### 2009年列車衝突事故

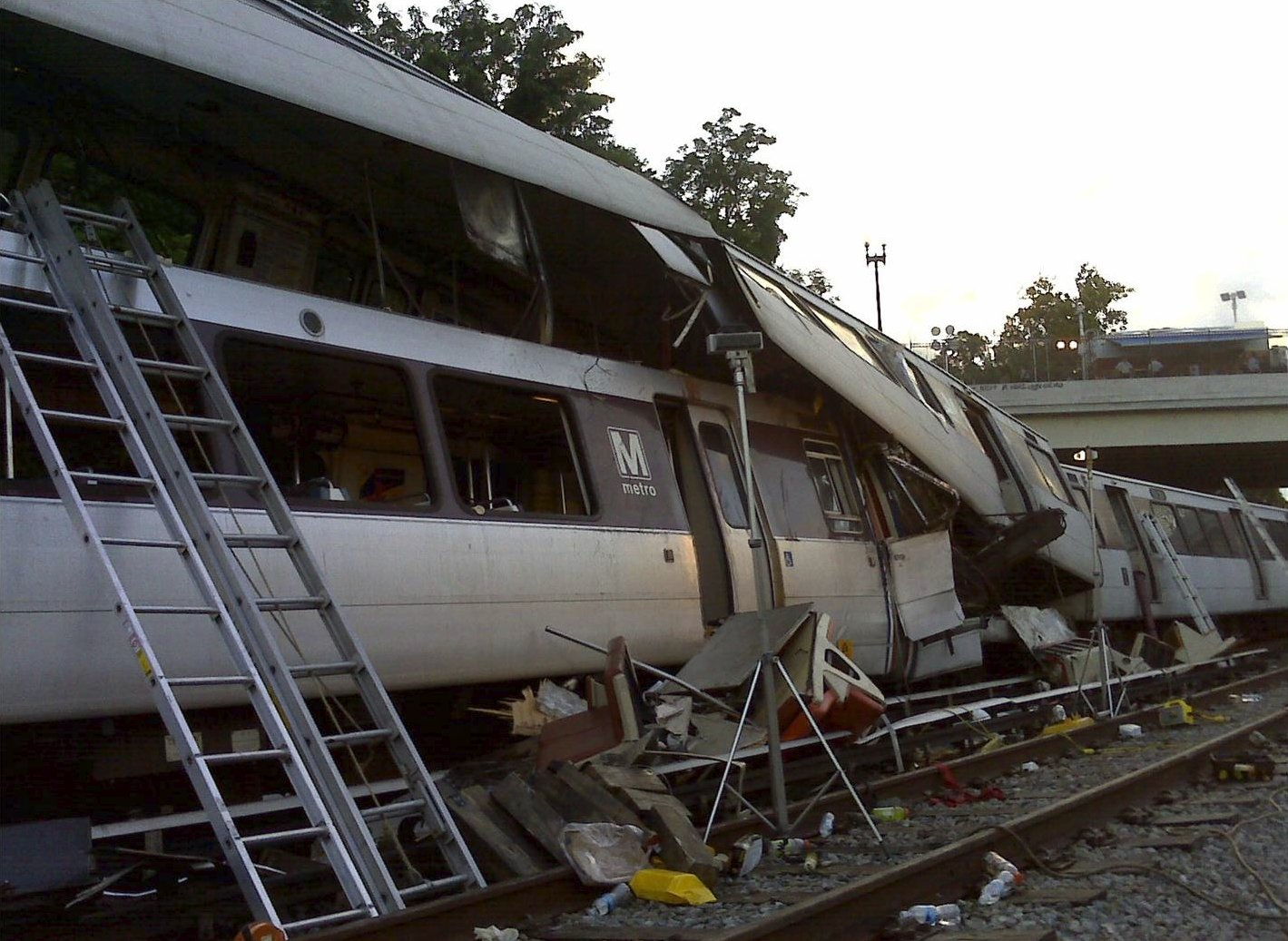
2009年ワシントンメトロ列車衝突事故の現場写真

2009年6月22日午後5時3分、タコマ駅 - フォート・トッテン駅間において停車中であった南行第214列車に後続の第112列車が追突した。追突の際に第214列車の最後尾車両が第112列車の先頭車に食い込むテレスコーピング現象が発生し、第112列車の運転士及び乗客8人の計9人が死亡、少なくとも70人が負傷した。この事故はワシントンメトロの歴史上最も死者数の多い事故となった。事故に関する国家運輸安全委員会の報告書は2010年7月27日に発表され、列車に搭載されている自動列車制御装置の回路の故障による自動ブレーキの不作動が事故の原因となったと判断された。

### 年表
以下はレッドラインの開業及び延伸の年表である。
| 日付           | 開業区間                                                            | 総駅数 | 総延長            |
| -------------- | ------------------------------------------------------------------- | ------ | ----------------- |
| 1976年3月29日  | ファラガット・ノース駅 - ロード・アイランド・アベニュー駅間開業     | 5駅    | 4.6 mi (7.4 km)   |
| 1976年12月15日 | 既存区間にギャラリー・プレイス駅開業                                | 6駅    | 4.6 mi (7.4 km)   |
| 1977年1月1日   | ファラガット・ノース駅 - デュポン・サークル駅間延伸開業             | 7駅    | 5.7 mi (9.2 km)   |
| 1978年2月6日   | ロード・アイランド・アベニュー駅 - シルバー・スプリング駅間延伸開業 | 11駅   | 11.4 mi (18.3 km) |
| 1981年12月5日  | デュポン・サークル駅 - ヴァン・ネス-UDC駅間延伸開業                 | 14駅   | 13.5 mi (21.7 km) |
| 1984年8月25日  | ヴァン・ネス-UDC駅 - グロブナー-ストラスモア駅間延伸開業            | 19駅   | 20.3 mi (32.7 km) |
| 1984年12月15日 | グロブナー-ストラスモア駅 - シェイディ・グローブ駅間延伸開業        | 23駅   | 27.3 mi (43.9 km) |
| 1990年9月22日  | シルバー・スプリング駅 - ウィートン駅間延伸開業                     | 25駅   | 30.5 mi (49.1 km) |
| 1998年1月25日  | ウィートン駅 - グレンモント駅間延伸開業                             | 26駅   | 31.9 mi (51.3 km) |
| 2004年11月20日 | 既存区間にノマ-ギャローデットU駅開業                                | 27駅   | 31.9 mi (51.3 km) |

## 駅一覧
| 駅名                                            | コード | 開業年 | 乗換 |
| ----------------------------------------------- | ------ | ------ | --- |
| シェイディ・グローブ駅                          | A15    | 1984年 | |
| ロックビル駅                                    | A14    | 1984年 | アムトラック： キャピトル・リミテッド · MARC： ブランズウィック線 |
| ツインブルック駅                                | A13    | 1984年 | |
| ホワイト・フリント駅                            | A12    | 1984年 | |
| グロブナー-ストラスモア駅                       | A11    | 1984年 | |
| メディカル・センター駅                          | A10    | 1984年 | |
| ベセスダ駅                                      | A09    | 1984年 | メリーランド州交通局： パープルライン (計画中) |
| フレンドシップ・ハイツ駅                        | A08    | 1984年 | |
| テンリータウン-AU駅                             | A07    | 1984年 | |
| ヴァン・ネス-UDC駅                              | A06    | 1981年 | |
| クリーブランド・パーク駅                        | A05    | 1981年 | |
| ウッドリー・パーク駅                            | A04    | 1981年 | |
| デュポン・サークル駅                            | A03    | 1977年 | |
| ファラガット・ノース駅                          | A02    | 1976年 | |
| メトロ・センター駅                              | A01    | 1976年 | ワシントンメトロ： オレンジライン・ブルーライン・シルバーライン |
| ギャラリー・プレイス駅                          | B01    | 1976年 | ワシントンメトロ： グリーンライン・イエローライン |
| ジュディシャリー・スクエア駅                    | B02    | 1976年 | |
| ユニオン駅                                      | B03    | 1976年 | アムトラック： アセラ・エクスプレス、カーディナル、カロリニアン、キャピトル・リミテッド、クレセント、 · ノースイースト・リージョナル、パルメット、シルバー・メティオ、シルバー・スター、バーモンター · MARC： ブランズウィック線、カムデン線、ペン線 · バージニア急行鉄道： フレデリックスバーグ線、マナサス線 · DCストリートカー： Hストリート/ベニング・ロード線 |
| ノマ-ギャローデットU駅                          | B35    | 2004年 | |
| ロード・アイランド・アベニュー-ブレントウッド駅 | B04    | 1976年 | |
| ブルックランド-CUA駅                            | B05    | 1978年 | |
| フォート・トッテン駅                            | B06    | 1978年 | ワシントンメトロ： グリーンライン・イエローライン |
| タコマ駅                                        | B07    | 1978年 | |
| シルバー・スプリング駅                          | B08    | 1978年 | メリーランド州交通局： パープルライン (計画中) · MARC： ブランズウィック線 |
| フォレスト・グレン駅                            | B09    | 1990年 | |
| ウィートン駅                                    | B10    | 1990年 | |
| グレンモント駅                                  | B11    | 1998年 | |